# Sonderaktion Krakau

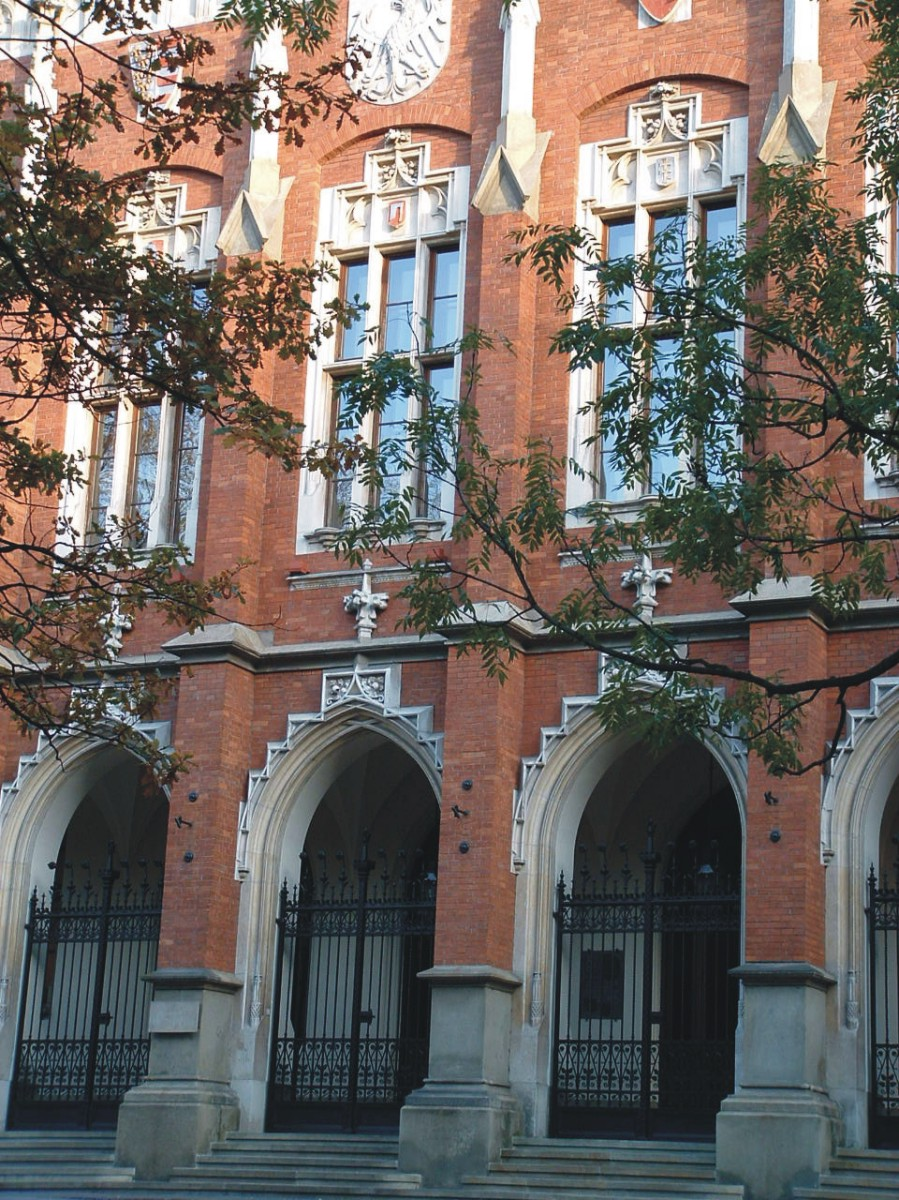
Fachada del Collegium Novum

Sonderaktion Krakau fue el nombre clave que recibió la operación llevada a cabo por el III Reich contra los profesores y académicos de la Universidad Jaguelónica y de otras universidades de Cracovia a comienzos de la II Guerra Mundial.
La operación formó parte de la campaña de Intelligenzaktion, en la que se buscaba erradicar a la clase intelectual polaca en todos los centros educativos y germanizar la Polonia Ocupada.

## Historia

### Inicio de la operación

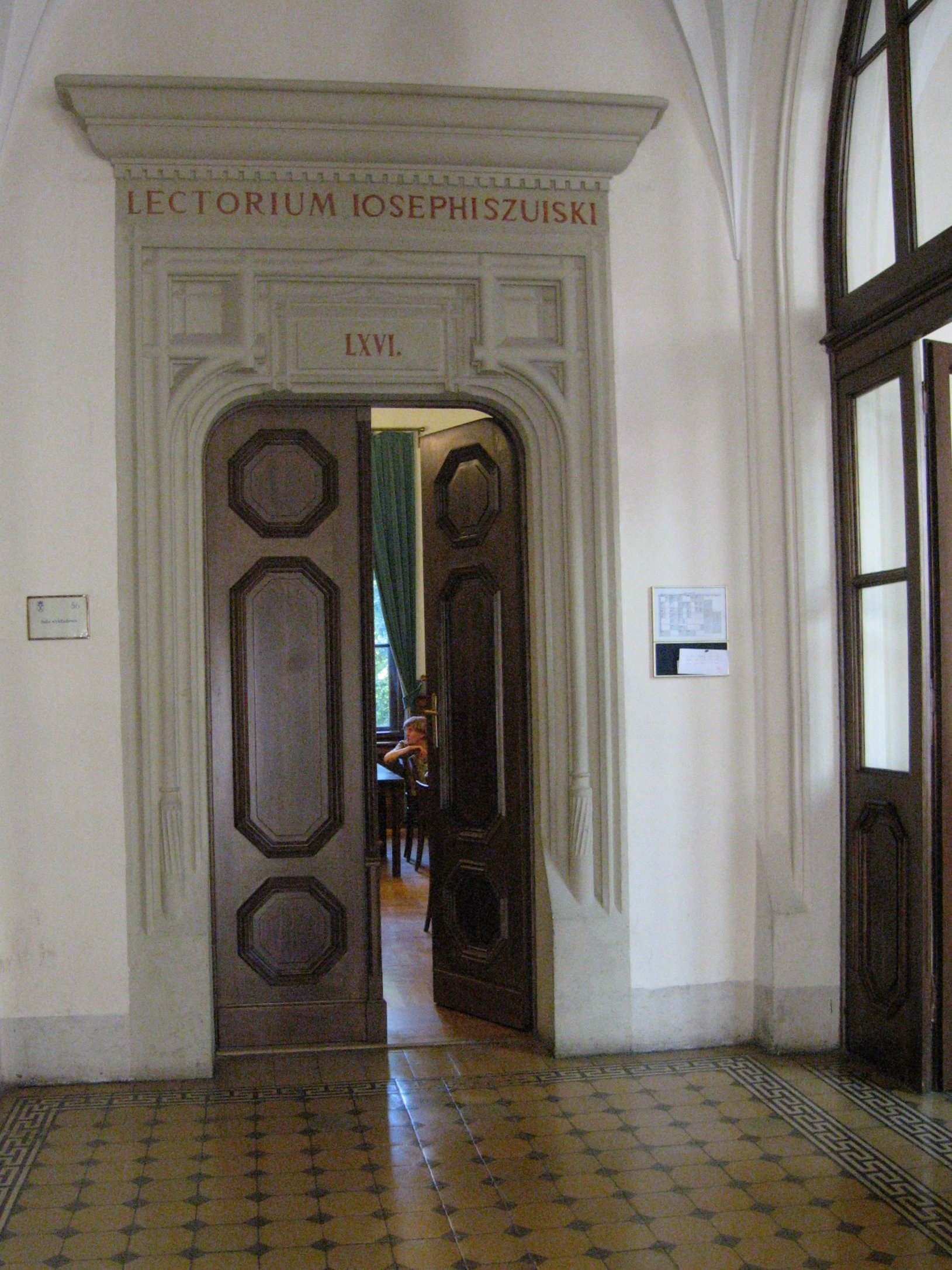
Entrada al salón de actos donde tuvo lugar la lectura

A los dos meses de haber invadido Polonia, el SS Obersturmbannführer y Jefe de la Gestapo en Cracovia: Bruno Müller hizo un llamamiento al rector de la Universidad Jaguelónica: Pr. Tadeusz Lehr-Spławiński, a quien requirió la presencia del profesorado del centro para asistir a la lectura de los planes alemanes para la enseñanza en Polonia. El rector accedió a las demandas y organizó una reunión en el Collegium Novum.
El 6 de noviembre de 1939 asistieron al salón de actos todos los académicos y profesorado de la Jaguelónica, otros tantos llegaron desde la AGH Universidad de Ciencia y Tecnología, de Economía y varios representantes procedentes de Lublin y Wilno. Sin embargo, la conferencia tuvo lugar en otra sala donde no fueron permitidos. 

### Arrestos
Según Müller, el profesorado carecía de permiso para empezar el nuevo año académico y que los polacos eran "hostiles" ante la ciencia alemana y que "actúan de mala fe". A continuación, fueron todos arrestados, cacheados y escoltados fuera del recinto. Otros tantos fueron agredidos, incluso con la culata de los rifles. También hubo arrestos entre los empleados de la Universidad, los estudiantes y el presidente de Cracovia: Dr Stanisław Klimecki (este último, apresado en su domicilio).
Una vez apresados, fueron recluidos en la prisión de Montelupich, y posteriormente a Mazowiecka, donde estuvieron tres días internos en barracones. Acto seguido fueron trasladados a un centro de detención de Breslau (por aquel entonces: de Alemania) donde estuvieron 18 días. En cuanto a la Gestapo, no estuvieron preparados para tal transferencia de prisioneros y esperaron a que les dieran luz verde a enviarlos a Buchenwald. Otros tantos fueron repartidos entre Sachsenhausen y Dachau.

### Reacciones

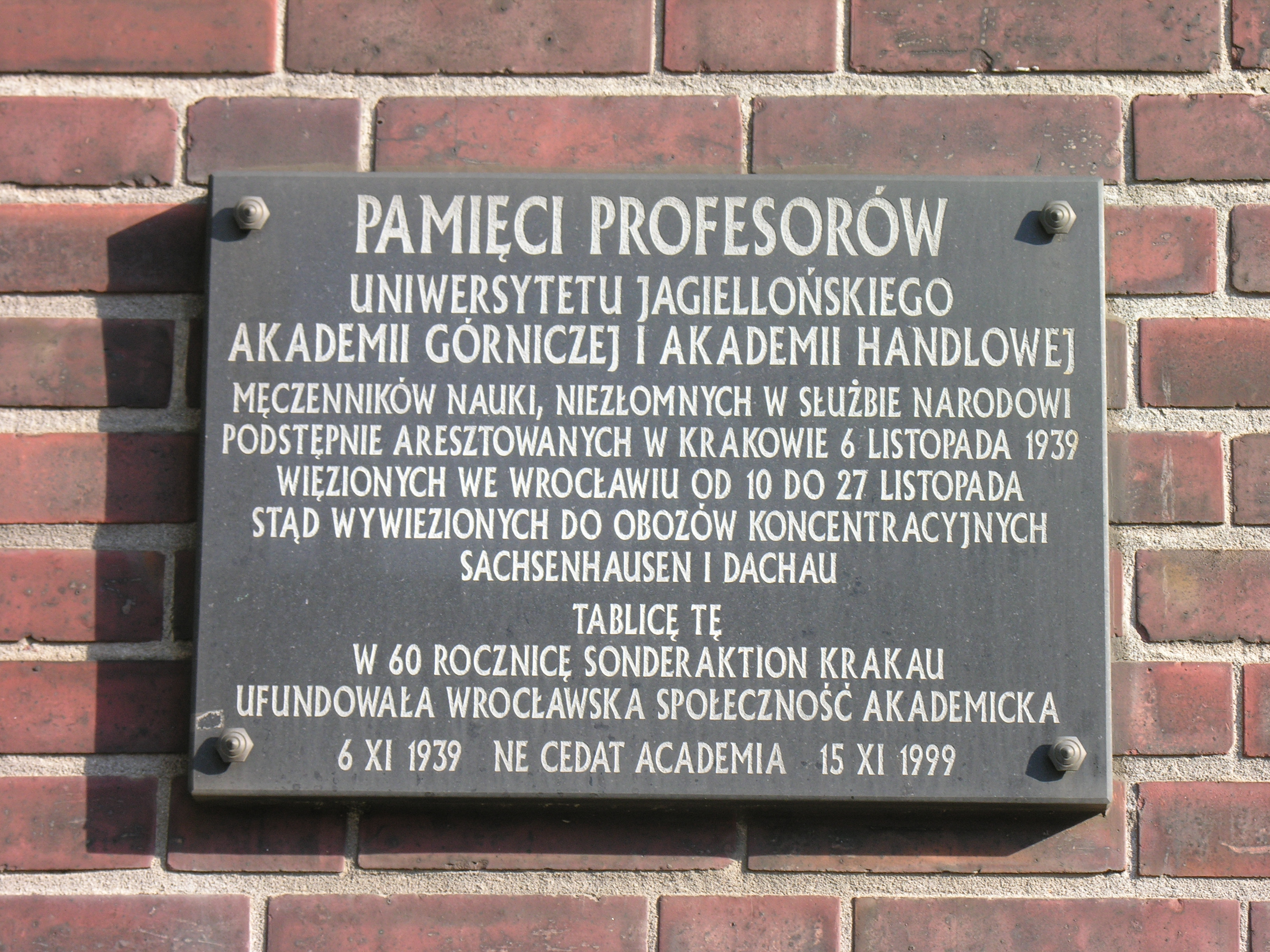
Placa memorial en homenaje a las víctimas del Sonderaktion. La placa fue colocada en la entrada de la Universidad Jaguelónica.

Tales acciones recibieron protestas internacionales por parte de figuras italianas prominentes (incluido Benito Mussolini) y del Vaticano. El 8 de febrero de 1940 fueron liberados 101 profesores de más de 40 años de edad. Días después fueron liberados otro grupo de académicos.
Otros tantos no tuvieron tanta suerte, y fallecieron a causa de las duras condiciones en los campos, donde la disentería era bastante común. Entre los fallecidos destacan: Ignacy Chrzanowski (UJ; 19 de enero de 1940), Stanisław Estreicher (UJ; 29 de diciembre de 1939), Kazimierz Kostanecki (UJ; 11 de enero de 1940), Antoni Meyer (AGH; 24 de diciembre de 1939), y Michał Siedlecki (UJ; 11 de enero de 1940). 
En marzo de 1940 otro grupo de prisioneros de Cracovia que seguían con vida, fueron trasladados a Dachau. La mayoría de ellos fueron liberados.
En 1942, la mayoría de supervivientes de la Sonderaktion establecieron una universidad clandestina en claro desafío a las leyes penales alemanas. Entre los estudiantes se encontraba Karol Wojtyła, futuro Papa siendo Lehr-Spławiński su profesor entre otros tutores.